# Richard H. Solomon

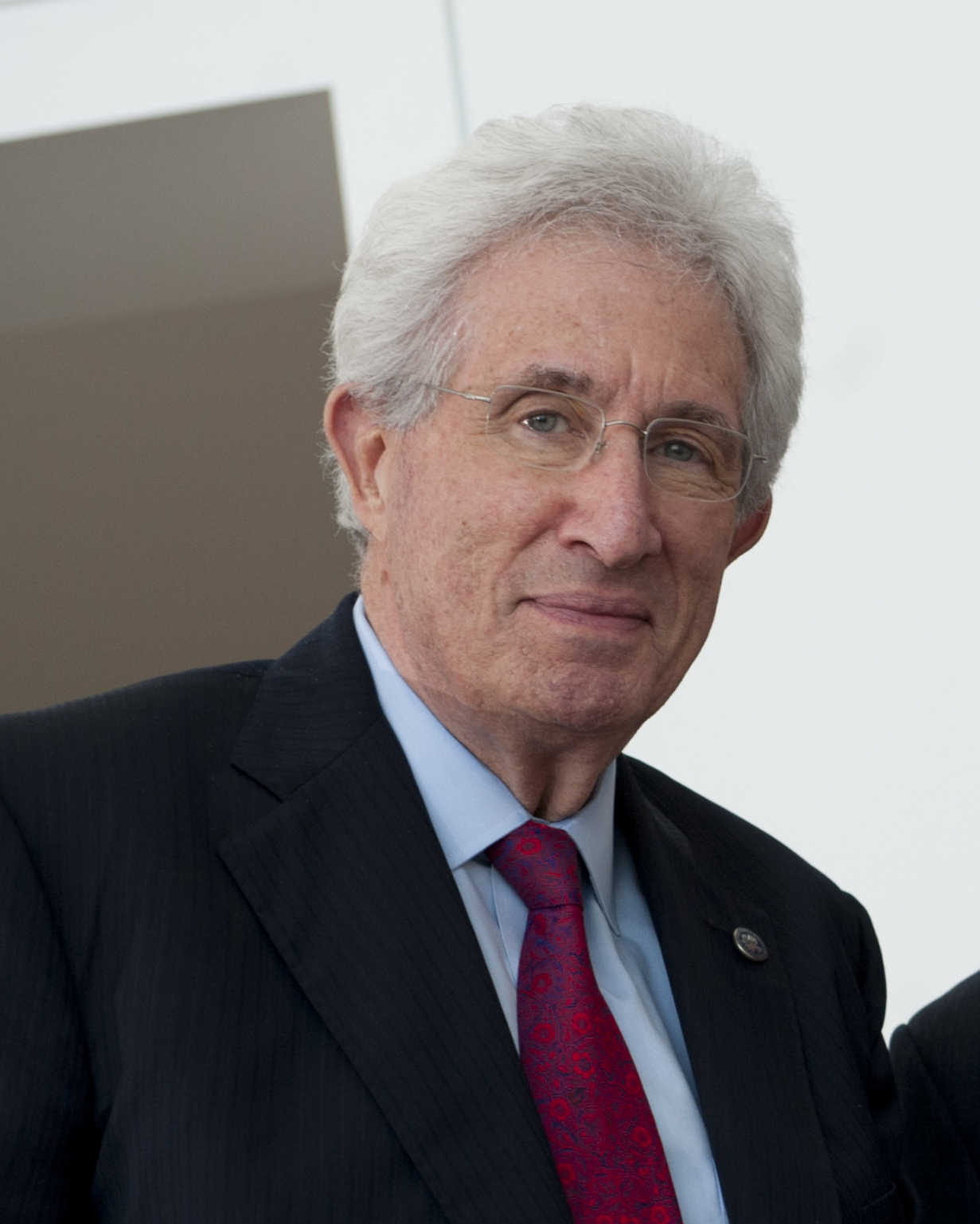
Richard H. Solomon (2012)

Richard Harvey Solomon (* 19. Juni 1937 in Philadelphia, Pennsylvania; † 13. März 2017 in Bethesda, Maryland) war ein US-amerikanischer Politikwissenschaftler und Diplomat, der unter anderem zwischen 1986 und 1989 Director of Policy Planning sowie von 1989 bis 1992 Assistant Secretary of State for East Asian and Pacific Affairs im US-Außenministerium und danach zwischen 1992 und 1993 Botschafter auf den Philippinen war. Er war von 1993 bis 2012 Präsident des US Institute of Peace (USIP), eine US-Bundeseinrichtung zur Erforschung und Verhinderung weltweiter gewaltsamer Konflikte.

## Leben
Solomon absolvierte nach dem Schulbesuch zunächst ein grundständiges Studium am Massachusetts Institute of Technology (MIT), das er 1960 mit einem Bachelor of Science (B.S.) abschloss. Ein darauf folgendes postgraduales Studium der Politikwissenschaften am Massachusetts Institute of Technology, welches er 1966 mit einem Doctor of Philosophy (Ph.D.) beendete. Im Anschluss nahm er 1966 eine Professur für Politikwissenschaften an der University of Michigan und lehrte dort bis 1971. Daneben wurde er 1971 Fellow für Internationale Beziehungen bei der privaten Denkfabrik Council on Foreign Relations.
1971 wechselte Solomon in den Regierungsdienst und war bis 1976 Leitender Mitarbeiter des Nationalen Sicherheitsrates USNSC (National Security Council) für Asien. Im Anschluss war er zwischen 1976 und 1986 zehn Jahre lang Leiter der Abteilung Politikwissenschaften der RAND Corporation, einer Denkfabrik zur Beratung der US-Streitkräfte.
1986 wurde Solomon Mitarbeiter im US-Außenministerium und wurde Nachfolger von Dennis Ross als Director of Policy Planning. Damit war er bis zu seiner Ablösung durch Peter Rodman 1989 Leiter des Politischen Planungsstabes. Als Nachfolger von Gaston J. Sigur, Jr. wurde er am 23. Juni 1989 zum Assistant Secretary of State for East Asian and Pacific Affairs ernannt, wodurch er Leiter des Referats für Ostasien und den Pazifikraum (Bureau of East Asian and Pacific Affairs) war. Dieses Amt übte er bis zum 10. Juli 1992 und wurde durch William Clark, Jr. abgelöst. Er selbst wurde am 4. September 1992 Nachfolger von Frank Wisner als Botschafter auf den Philippinen und bekleidete diesen diplomatischen Posten bis zum 1. März 1993.
Nach Beendigung seiner Tätigkeit für das Außenministerium wurde er 1993 Nachfolger von Samuel W. Lewis als Präsident des US Institute of Peace (USIP), eine Bundeseinrichtung zur Erforschung und Verhinderung weltweiter gewaltsamer Konflikte. Sein Nachfolger in dieser Funktion wurde am 11. September 2012 James C. Marshall, ein ehemaliges demokratisches Mitglied des US-Repräsentantenhauses aus Georgia. Er war zeitweilig auch für die 1983 gegründete American Academy of Diplomacy tätig.